# Victor-Amédée Lebesgue
Victor-Amédée Lebesgue, talvolta scritto Le Besgue (Grandvilliers, 2 ottobre 1791 – Bordeaux, 10 giugno 1875), è stato un matematico francese, specializzato in teoria dei numeri. Nel 1847 è stato eletto membro dell'Accademia francese delle scienze.

## Pubblicazioni
- Victor-Amédée Lebesgue, Thèses de mécanique et d'astronomie, 1837.
- Victor-Amédée Lebesgue, Exercices d'analyse numérique, 1859.
- Victor-Amédée Lebesgue, Introduction à la théorie des nombres, Parigi, 1862.
- Victor-Amédée Lebesgue, Tables diverses pour le décomposition des nombres en leurs facteurs premiers, 1864.